# Szlucs (Ukrajna)
A Szlucs (ukránul: Случ) folyó Ukrajnában, a Horiny folyó jobb oldali mellékága. 451 kilométer hosszú, vízgyűjtő területe 13 800 km². A folyó szélessége többnyire 5–50 méter között változik, legszélesebb pontján 110 m. Mellékfolyói közé tartozik a Tnya, a Korcsik, a Homora és a Szmilka. A folyó 290 kilométeren hajózható, felső folyásánál egy kisebb vízerőmű található.